# Edat de bronze nòrdica

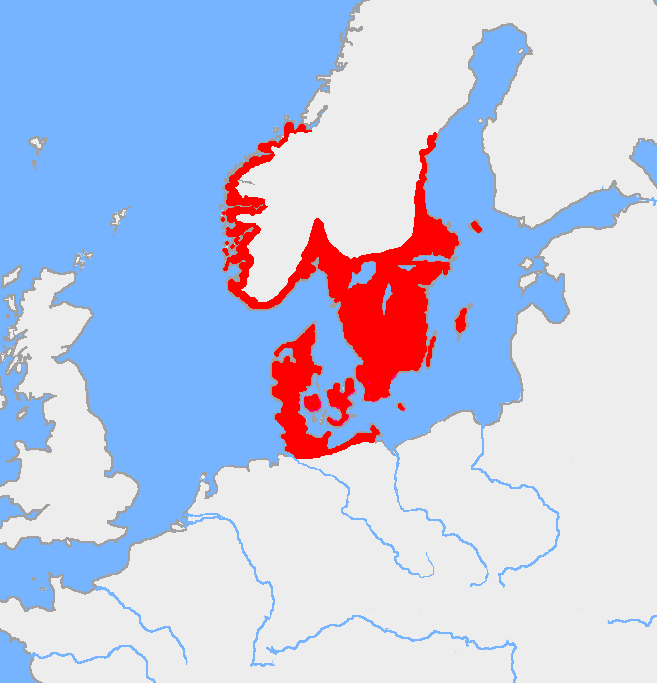
Cultures del bronze nòrdic circa 1200 ae

L'edat de bronze nòrdica és el nom donat per Oscar Montelius a un subperíode cronocultural de l'edat del bronze en la història d'Escandinàvia. Es desenvolupà als territoris d'Escandinàvia, incloent llocs tan a l'est com Estònia, entre 1800 aC i 500 aC. Se singularitza com a hereva de la cultura de la ceràmica cordada i sol ser considerada com l'origen de la cultura protogermànica (Jastorf) de l'edat del ferro.

## Periodització
Oscar Montelius, que encunyà el terme que s'utilitza per al període, el dividí en sis subperíodes diferents, en la seua obra Om tidsbestämning inom bronsåldern med särskilt avseende på Skandinavien, publicada al 1885 i encara d'ús generalitzat:
- I: 1800 ae-1500 ae.
- II: 1500 ae-1300 ae.
- III: 1300 ae-1100 ae.
- IV: 1100 ae-900 ae.
- V: 900 ae-700 ae.
- VI: 700 ae-500 ae.

L'evolució de les cultures anteriors a l'edat de bronze va produir-se per l'ús dels metalls en amplis utensilis i per la influència de cultures de més al sud.

## Societat
Els pobles s'organitzaven al voltant de cases allargades on vivien diverses famílies i els guerrers ocupaven un lloc preeminent dins la societat, tal com proven els aixovars funeraris. Els mètodes d'enterrament varien en funció de la regió, des de tombes excavades a la roca, túmuls i cementiris. Els cadàvers es col·locaven dins taüts i a partir del període III se'ls practicava abans un procediment similar a la momificació perquè duressin més temps sense corrompre's. Un dels exemples més preeminents és l'anomenada Tomba del Rei a Kivik (Suècia).
L'economia diversificava les fonts d'alimentació. Es mantenien tècniques caçadores de la prehistòria però es complementaven amb la pesca i l'agricultura o la ramaderia. S'usaven bous per tirar dels carros i ajudar a les feines del camp. Les escasses restes de cavall, en canvi, mostren que era un animal estrany i probablement reservat a les elits.
Tot i que els escandinaus utilitzaren el bronze prou tard i mitjançant el comerç, els llogarets escandinaus presenten rics i ben conservats objectes fets de llana, fusta, or i bronze importat d'Europa Central. La Grècia micènica, la cultura de Villanova, Fenícia i fins l'antic Egipte han estat identificats com a possibles fonts d'influència per a l'art escandinau d'aquest període. La influència estrangera es creu que ha estat a causa del comerç de l'ambre. Molts petròglifs representen naus, i les grans formacions de pedra coneguda com a naus de pedra suggereixen que els vaixells de transport marítim hi exercien un paper important, amb espai de fins a tretze persones més la càrrega. Alguns petròglifs representen naus que han estat identificades com possiblement mediterrànies.
No es coneix gaire sobre la religió nòrdica a l'edat del bronze però els símbols gravats a la pedra indiquen que veneraven el sol i probablement una divinitat de la fertilitat similar a la deessa mare.